# 楠脊粉蝨
楠脊粉蝨（学名：Rhachisphora machili）为粉蝨科脊粉蝨屬下的一个种。